# Otto Rohse
Otto Rohse (* 2. Juli 1925 in Insterburg, Ostpreußen; † 5. März 2016 in Hamburg) war ein deutscher Künstler, Buchgestalter, Typograf, Holzstecher, Kupferstecher und Illustrator.

## Werdegang

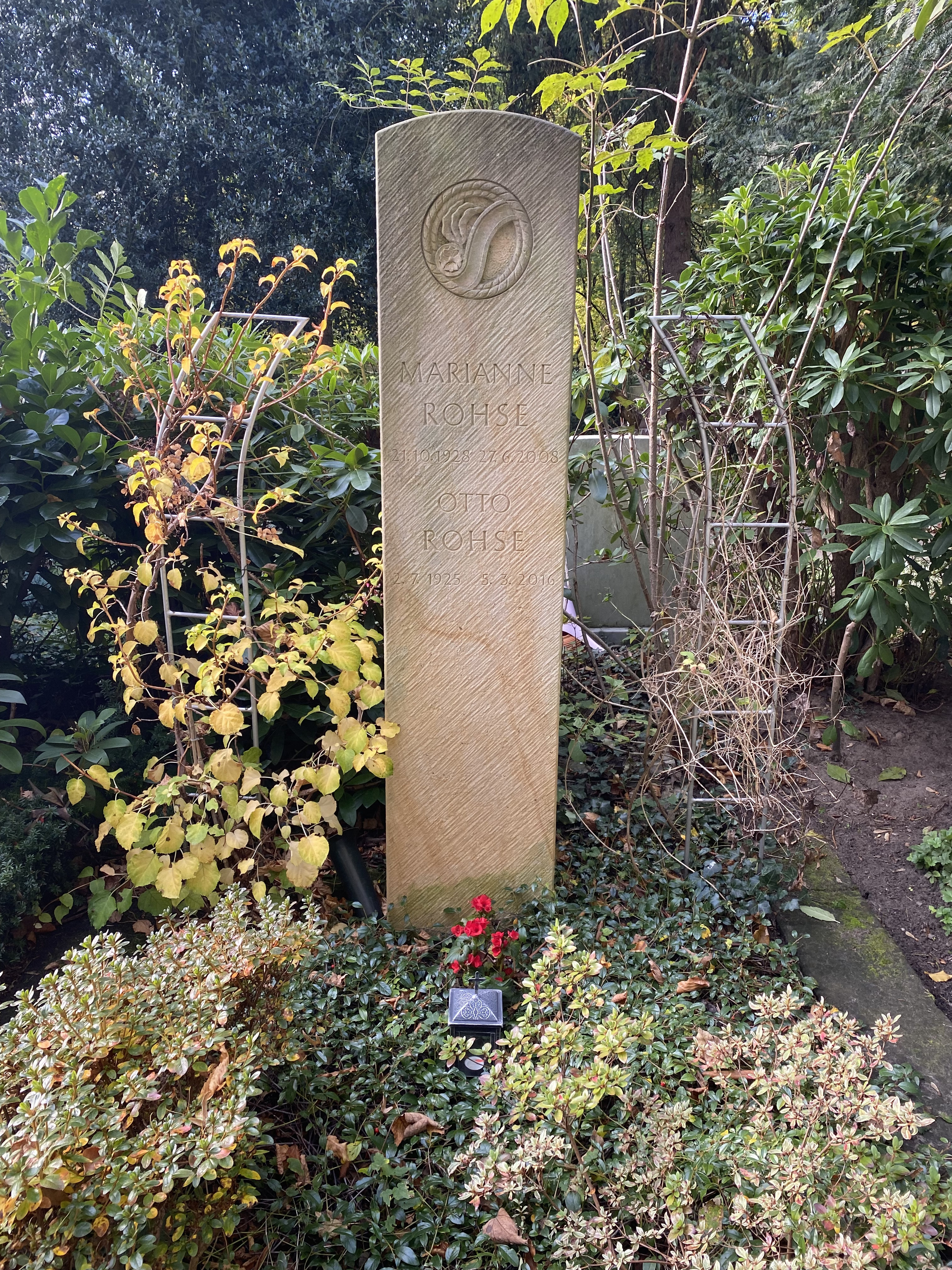
Grabstätte

Seine Schulzeit verbrachte er in Gumbinnen/Ostpreußen und beschäftigte sich schon frühzeitig mit dem Zeichnen von bizarren Detailansichten von Bäumen, Blättern und Wurzeln. Die Begegnung mit der Malerin Helene Wagenbichler, die häufig im Kunstverein Königsberg ausstellte, beeindruckte ihn sehr, der Wunsch seines Vaters, Postbeamter zu werden, weniger. So begann er 1943 ein Studium an der Kunstakademie Königsberg bei Alfred Partikel (1888–1945), der durch seine masurischen Landschaften bekannt wurde. Die Kriegswirren, der Kriegsdienst und die Gefangenschaft unterbrachen seine Studien, die er von 1948 bis 1952 an der Hochschule für bildende Künste Hamburg bei Friedrich Ahlers-Hestermann wieder aufnahm. Richard von Sichowsky, sein Lehrer für Typografie und Buchgestaltung, berief ihn zu seinem Assistenten.
Rohse war verheiratet und hatte zwei Töchter. Er verstarb im Alter von 90 Jahren in Hamburg und wurde auf dem dortigen Alten Niendorfer Friedhof beigesetzt.

## Werk

Motiv aus der Briefmarken-Serie „Bauwerke II“ von Otto Rohse, 1966

1956 ließ er sich als freischaffender Künstler in Hamburg nieder und arbeitete unter anderem für die Verlage Claasen und Ellermann. Für Hermann Radecke und die Druckerei Gustav Petermann entstanden Kalenderblätter und Neujahrsgrüße. Für die Maximiliangesellschaft illustrierte er 1954 Friedrich Rückerts Versmärchen für Kinder. 1956 illustrierte er das Buch Die Geschichte des Hauses Die Bost für Rudolf August Oetker und 1958 Antigone oder Roman auf Kreta für die Büchergilde Gutenberg. In der Grillen-Presse, der Presse seines Lehrers Richard von Sichowsky, erschien 1960 Pet der Fisch, ein Märchen seiner Freundin und späteren Ehefrau, der Töpferin Marianne Rohse mit Holzstichen. 1960 bis 1961 leitete der Künstler an der Werkkunstschule Offenbach/Main die Klasse für Typographie und Buchgestaltung. Anschließend kehrte er nach Hamburg zurück und gründete 1962 die Otto Rohse Presse. Diese lebte handwerklich aus dem Geist der großen Pressen vom Anfang des zwanzigsten Jahrhunderts. Intellektuell wurde sie von der Neugier eines Lesers bestimmt, welcher der Sprache durch ihre Veröffentlichungen ein angemessenes Haus bauen wollte. Sie verweigerte sich mit Entschiedenheit der händlerischen Spekulation und widmete sich dem Geist und der Idee des in sich schlüssigen, originalgraphischen Künstlerbuches.
Einer breiten Öffentlichkeit bekannt wurde Otto Rohse – wenn auch meist unbewusst – durch die Gestaltung von Briefmarken und Briefmarkenserien für die Deutsche Bundespost, die er zwischen 1955 und 1995 entwarf. Bis 2000 brachte die Deutsche Bundespost 60 Briefmarken mit Entwürfen von Otto Rohse heraus.
Sein Werk war umfangreich. Bis zum Jahr 2000 entstanden etwa 650 Holzstiche und 350 Kupferstiche sowie zahlreiche Radierungen und Buchproduktionen. Eine Reminiszenz an seine Heimat war eine Mappe mit 14 Städtemotiven aus Ostpreußen, die er 1993/1994 schuf.
In der Otto Rohse Presse wurden bibliophile Buchausgaben von hohem Anspruch verlegt, die nicht nur von Freunden der Buchkunst gesammelt werden, sondern auch in museale Sammlungen Eingang gefunden haben, wie das Gutenberg-Museum Mainz, das Museum für Kunst und Gewerbe Hamburg, in das Germanische Nationalmuseum Nürnberg, in die Staats- und Universitätsbibliothek Hamburg, in das Klingspor-Museum Offenbach, das Deutsche Buch- und Schriftmuseum Leipzig und in das Schiller-Nationalmuseum Marbach. Zwischen 1962 und 2002 veröffentlichte die Otto Rohse Presse über 50 Pressedrucke, dazu Mappen- und Kassettenwerke, die in Zusammenarbeit mit dem Buchbinder Christian Zwang entstehen.
2003 übernahm das Germanische Nationalmuseum die gesamte Werkstatt der Otto Rohse Presse und seinen Bestand an Pressen für Buch- und Kupferdrucke sowie an Bleischriften. Eine große Sammlung der ORP-Arbeiten sowie die original Kupferplatten und Holzstöcke befinden sich in der Johannes a Lasco Bibliothek Emden. Das umfangreiche Werksarchiv konnte mit großzügiger Unterstützung der Kulturstiftung der Länder im Gutenberg Museum Mainz eine neue Heimat finden.
1967 gestaltete Otto Rohse den Katalog und verschiedene Zeichen im Deutschen Pavillon der Expo in Montreal, dazu drei großformatige Lederbände zur Deutschen Geschichte. Für diese Arbeiten wurde er mit der Silbermedaille der Expo Montreal ausgezeichnet.
1969 veröffentlichte Otto Rohse das erste Heft von Sigill – Blätter für Buch und Kunst, einer Zeitschrift, die er mit dem Ziel gründete, „exemplarische typographische Arbeiten, Illustrationen in Originalverfahren (Radierungen, Kupferstiche, Holzstiche, Holzschnitte und Lithographien) und originalgetreue Farb-Reproduktionen zu veröffentlichen“, und zwar mit einer Sorgfalt, „die unter Termindruck nie zu erreichen sein wird.“ Bis 1999 erscheinen 42 Ausgaben, die mit einer großen Anzahl von Originalgraphiken gedruckt werden und in Typographie und Handhaftung den Charakter von Pressen tragen.
Otto Rohse wurde 1985 in Hamburg mit der Biermann-Ratjen-Medaille für „national und international unübertroffene handwerkliche und künstlerische Qualität“ und 2002 mit dem Gutenberg-Preis (Gutenberg-Gesellschaft) der Stadt Mainz ausgezeichnet. Zudem erhielt er 2005 die Silbermedaille der Leipziger Buchkunstausstellung.

### Pressendrucke (bibliophile Buchausgaben)
- Nr. 01, 1964, Johann Wolfgang von Goethe, Briefe aus Venedig
- Nr. 02, 1962, Gottfried Benn, Die Insel
- Nr. 03, 1963, Inge Westpfahl, Sapphische Strophe
- Nr. 04, 1964, Inge Westpfahl, Eos und Tithonos
- Nr. 05, 1965, Johann Wolfgang von Goethe, Pandora. Ein Festspiel
- Nr. 06, 1966, Novalis, Ein Märchen
- Nr. 07, 1967, Johann Wolfgang von Goethe, Epigramme. Venedig 1790
- Nr. 08, 1968, Else Lasker-Schüler, Hebräische Balladen
- Nr. 09, 1969, Heinrich von Kleist, Über das Marionettentheater
- Nr. 10, 1970, Andreas Gryphius, Ausgewählte Sonette, Gedichte und Epigramme
- Nr. 11, 1977, Andreas Gryphius, Ausgewählte Sonette, Gedichte und Epigramme
- Nr. 12, 1980, Johannes Bobrowski, Vier Erzählungen
- Nr. 13, 1981, Heinrich von Kleist, Das Erdbeben in Chili
- Nr. 14, 1982, Yoshida Kenkô, Betrachtungen aus der Stille. Tzurezuregusa
- Nr. 15, 1982, Siegfried Lenz, Fast ein Triumph. Aus einem Album
- Nr. 16, 1983, Brüder Grimm, Rumpelstilzchen
- Nr. 17, 1985, Toscana
- Nr. 18, 1984, Frühe griechische Lyrik
- Nr. 19, 1986, Hermann Melville, Cock-a-doodle-doo! Or the crowing of the noble cock Beneventano
- Nr. 20, 1986, Johann Wolfgang von Goethe, Über den Granit
- Nr. 21, 1986, Die Metamorphose der Pflanzen. Eine Elegie
- Nr. 22, 1987, 1987, Berlin. 12 farbige Kupferstiche
- Nr. 23, 1987, Toscanische Blumen. 13 Kupferstiche. Zugleich ein botanisches Goethe-Lesebuch
- Nr. 24, 1988, Herodot, Historien 3. Buch Kapitel 39-45; Friedrich Schiller, Der Ring des Polykrates
- Nr. 25, 1988, Lukian, Aus dem Dialog Der Lügenfreund; Johann Wolfgang von Goethe, Der Zauberlehrling
- Nr. 26, 1988, (Daniel Propheta) Belsazar, eine Geschichte aus dem Alten Testament; Belsazar, eine Ballade von Heinrich Heine
- Nr. 27, 1988, Deutsche Balladen im 20. Jahrhundert. Rainer Maria Rilke, Alkestis; Georg Heym, Ophelia; Bertolt Brecht, Legende von der Entstehung des Buches Taoteking auf dem Weg des Laotse in die Emigration; Bertolt Brecht, Kinderkreuzzug; Paul Celan, Todesfuge
- Nr. 28, 1988, Philosophia. Von der Kunst, Glück und Unglück zu ertragen
- Nr. 29, 1988, Physis. Mythisches von Tieren und Pflanzen
- Nr. 30, 1989, Symposium. Vom Essen und Trinken
- Nr. 31, 1989, Eros. Von der Kunst zu lieben
- Nr. 32, 1989, Thanatos, Gedenksteine und Todesgedichte
- Nr. 33, 1989, Brücken
- Nr. 34, 1989, Kretische Reise. Mit Texten von Philipp Hackert (Über die Landschaftsmalerei) und J. W. Goethe (Zu Hackerts Fragmenten)
- Nr. 35, 1990, Ovid. Cephalus und Procris
- Nr. 36, 1991, Heinrich von Kleist, On puppet-shows
- Nr. 37, 1991, Barock
- Nr. 38, 1991, Goethe, Zwanzig Gedichte
- Nr. 39, 1991, Zeitgenossen Goethes
- Nr. 40, 1991, 19. Jahrhundert
- Nr. 41, 1991, 20. Jahrhundert
- Nr. 42–46, 1992/93, Reflexions
- Nr. 47, 1994, Provence
- Nr. 48, 1996, Johann Wolfgang von Goethe, Maximen und Reflexionen
- Nr. 49, 1999, Der Physiologus
- Nr. 50, 2001, Park und Schloß
- Nr. 51, 2000, Das Moor
- Nr. 52, 2001, Rosen

### Unnummerierte Drucke Nr. 51–71
- 1964, Hartmut Frielinghaus, Angeschwemmt. Steinzeichnungen und Notizen
- 1971, Gottfried Benn, Aus dem Oratorium Das Unaufhörliche
- 1975, Werner Bunz, Römisches Alphabet
- 1980, Otto Rohse, Venezianische Skizzen. Vorzeichnungen für die Kupferstiche zu J.W. Goethes Briefen aus Venedig
- 1976, Franz Heinrich Sparre, Hennynk de Han
- 1978–1991, Das Portrait des Dichters. Eine Folge von Holzstichen
- 1990, Otto Rohse, 100 Holzstiche / Cent gravures sur bois / One Hundred Wood-Engravings

### Drucke außerhalb der ORP
- Nr. 01, 1949, Toni Schawaller, Same im Wind. Gedichtsammlung
- Nr. 02, 1950, Carl Mikael Bellman, Trinklieder
- Nr. 03, Johann Peter Hebel, Kannitverstan und andere Erzählungen aus Hebels Schatzkästchen
- Nr. 04, 1950, Aus den Gedichten des Herodot: Gyges und Kandaules
- Nr. 05, 1950, Ludwig Thomas, Fünf Gedichte aus Heilige Nacht
- Nr. 06, Friedrich Rückert, Fünf Versmärchen für Kinder
- Nr. 07, 1961, Studienarbeit der Klasse für Typographie und Buchgestaltung. Arbeiten nach der Natur in verschiedenen Drucktechniken
- Nr. 08, 1947/48, Litfaß-Säule. Letzte Kriegsgefangenenschaft-Weihnacht
- Nr. 09, 1949, Kalender 1950
- Nr. 10, 1950, Holzschnittkalender 1951
- Nr. 11, 1951, Der 90. Psalm
- Nr. 12, 1956, Renata Klée-Gobert, Die Geschichte des Hauses Die Bost
- Nr. 13, 1960, Otto Rohse, Pet der Fisch
- Nr. 14, 1960, Karl Tiesler, Zum Beginn des Wiederaufbaus des Altstädter Nicolaiturmes in Bielefeld
- Nr. 15, 1967, Deutschland heute
- Nr. 16, 1989, Der Frankfurter Dom

## Ausstellungen
- 1957, Hamburg. Griffelkunst
- 1959, Offenbach. 1. Ausstellung im Klingspor Museum
- 1965, London. The Times Bookshop, Reese Books Department
- 1965, Hamburg. Buchhandlung Savater
- 1965, Baden-Baden. Galerie Th. Ernst Hauswedell
- 1965, Frankfurt a. M. Buchhandlung Amelung
- 1965, Oldenburg. Oldenburgisches Landesmuseum
- 1965, Hamburg. Kurt Saucke & Co
- 1970, Hamburg, Staats- und Universitätsbibliothek
- 1970, Sigill-Blätter für Buch und Kunst. Eine Zeitschrift und ihr Kreis. Wanderausstellung, veranstaltet von der BP
- 1971, Hameln. Kunstkreis
- 1974, Münster. Buchhandlung Poertgen-Herder
- 1975, Freiburg. Buchhandlung Herder
- 1976, Köln. Buchhandlung Herder
- 1976, Saarbrücken. Görres-Buchhandlung
- 1977, Arnsberg. Galerie im Keller, Thomas-Edition
- 1977, Berlin. Buchhandlung Herder
- 1981, Dreieichenhain. Galerie Libertas
- 1981, Gelsenkirchen. Staatsbücherei
- 1983, Bielefeld-Bethel, Werkstatt Lydda. Kunst im Kleinformat
- 1984, Münster. Universitätsbibliothek
- 1984, Trier. Dormitorium des Museums Simeon-Stift
- 1985, Dreieichenhain. Galerie Libertas
- 1985, Arnsberg. Galerie Heinz Nawrath
- 1985, Offenbach. Klingspor-Museum
- 1985, Freiburg. Herdersche Buchhandlung
- 1986, Bietigheim-Bissingen. Otto Rombach Bücherei
- 1986, Würzburg. Galerie am Grasholz
- 1986, Mannheim. Gutenberg-Treffpunkt
- 1988, Hameln. Kunstkreis Hameln
- 1988, Jugenheim. Galeria Jonas
- 1988, Dreieichenhain. Galerie Libertas
- 1989, Berlin. Sparkasse Berlin, Frohman
- 1989, Dreieichenhain, Galerie Libertas
- 1989, Siegen. Universitätsbibliothek
- 1992, Mainz, Gutenberg-Museum. 30 Jahre ORP
- 1995, Hamburg. Museum für Kunst und Gewerbe
- 1995, Emden. Johannes a Lasco Bibliothek
- 2002, Mainz. Gutenberg-Museum
- 2003, Emden. Johannes a Lasco Bibliothek. 40 Jahre ORP
- 2012, Hamburg. Hauswedell und Nolte, 50 Jahre ORP

## Sammlungen
- Museum für Kunst und Gewerbe, Hamburg
- Das Germanische Nationalmuseum Nürnberg
- Johannes a Lasco Bibliothek, Emden
- Deutsches Literaturarchiv Marbach
- Klingspor-Museum Offenbach am Main
- Gutenberg-Museum der Stadt Mainz
- Herzog-August Bibliothek Wolfenbüttel
- Staats- und Universitätsbibliothek Hamburg
- Bayerische Staatsbibliothek München
- Rijksmuseum Meermanno, Museum van het Boek te’s-Gravenhage/Den Haag

## Sekundärliteratur
- Bertold Hack: Zwanzig Jahres Otto Rohse Presse, in: Philobiblion. Vierteljahresschrift für Buch- und Graphiksammler 26 (1982) 4, S. 329–346.
- Bertold Hack, Herta Schwarz (Hrsg.): Otto Rohse und seine Presse. Maximilian-Gesellschaft, Hamburg u. a. 1992, ISBN 3-921743-37-0, (Veröffentlichung der Maximilian-Gesellschaft für die Jahre 1992/93).
- Hans Peter Willberg: Laudatio zur Verleihung des Gutenberg-Preises im Rathaus der Stadt Mainz. Gutenberg-Jahrbuch 2003
- Walter Wilkes: Laudatio zur Ausstellung im Gutenberg Museum Mainz, 2010
- Arsprototo (Zeitschrift der Kulturstiftung der Länder), Ausgabe 1/2011: „Der Schwarzkünstler vom Klotzenmoor“ (Artikel von Johannes Fellmann anlässlich des Ankaufes des Werkarchivs vom Gutenberg-Museum Mainz).
- Gesellschaft der Freunde der Johannes A Lasco Bibliothek: Die Otto Rohse Presse in Bibliotheken und Museen.
- Hauswedell und Nolte: Ausstellung zum 50-jährigen Jubiläum der Otto Rohse Presse im Hause Hauswedell und Nolte (Heft mit Text und Fotos).